# Багны (Полтавская область)
Багны (укр. Багни) — село,
Обозновский сельский совет,
Глобинский район,
Полтавская область,
Украина.
Код КОАТУУ — 5320685802. Население по переписи 2001 года составляло 26 человек.
Село указано на трехверстовке Полтавской области. Военно-топографическая карта.1869 года как хутор Зарудьня.

## Географическое положение
Село Багны находится в 1,5 км от левого берега реки Омельник,
выше по течению на расстоянии в 1,5 км расположено село Гуляйполе.